# Кортиколиберин
Кортикотропин-рилизинг-гормон, или кортикорелин, кортиколиберин, кортикотропин-рилизинг-фактор, сокращённо КРГ, — один из представителей класса рилизинг-гормонов гипоталамуса. Он действует на переднюю долю гипофиза и вызывает там секрецию АКТГ.

## Структура и синтез
Этот пептид состоит из 41 аминокислотного остатка, который имеет молекулярную массу 4758,14 Да. Синтезируется в основном паравентрикулярным ядром гипоталамуса (а также отчасти клетками лимбической системы, ствола мозга, спинного мозга, интернейронами коры). Ген CRH, отвечающий за синтез КРГ, располагается на 8-й хромосоме. Период полураспада кортиколиберина в плазме составляет примерно 60 мин.

## Функции
КРГ вызывает усиление секреции передней долей гипофиза проопиомеланокортина и, как следствие, производимых из него гормонов передней доли гипофиза: адренокортикотропного гормона, β-эндорфина, липотропного гормона, меланоцитстимулирующего гормона.
КРГ также является нейропептидом, принимающим участие в регуляции ряда психических функций. В целом действие КРГ на ЦНС сводится к усилению реакций активации, ориентировки, к возникновению тревоги, страха, беспокойства, напряжения, ухудшению аппетита, сна и половой активности. При кратковременном воздействии повышенные концентрации КРГ мобилизуют организм на борьбу со стрессом. Длительное воздействие повышенных концентраций КРГ приводит к развитию состояния дистресса — депрессивного состояния, бессонницы, хронической тревоги, истощению, понижению либидо.
КРГ также в некоторой степени повышает секрецию пролактина, хотя и в меньшей, чем секрецию проопиомеланокортина и производных от него гормонов, и в меньшей, чем на секрецию пролактина влияет ТРГ.
С повышением концентрации КРГ связывают нередко наблюдаемую при первичном гипокортицизме гиперпролактинемию. Иногда она проявляется у мужчин с первичным гипокортицизмом импотенцией, аноргазмией, а у женщин — аменореей, аноргазмией, фригидностью. В то же время гиперпролактинемия при первичном гипокортицизме никогда не бывает настолько выраженной, как при первичном гипотиреозе, и не приводит обычно к галакторее или к гинекомастии у мужчин.